# Lord-Howe-Ralle
Die Lord-Howe-Ralle (Hypotaenidia sylvestris, Synonym: Gallirallus sylvestris) auch Lord-Howe-Waldralle oder kurz Waldralle, ist ein flugunfähiger Vogel aus der Familie der Rallen (Rallidae). Sie ist ein endemischer Bewohner der Lord-Howe-Insel vor der australischen Küste.

## Aussehen
Die Lord-Howe-Ralle ist 35–40 cm groß, wobei die Männchen geringfügig größer als die Weibchen sind. Die Flügelspannweite beträgt etwa 49 cm. Die Tiere sind auf der Oberseite einfarbig olivbraun und auf der Unterseite etwas grauer, mit weißlichem Kinn. Die Flügel sind schwarz und rot gebändert. Der kurze Schwanz ist besser ausgebildet als derjenige der Pelzralle (Cabalus lafresnayanus), die Flügel sind dagegen weiter zurückgebildet als bei dieser. Sie hat einen abwärts gekrümmtem Schnabel.

## Lebensraum

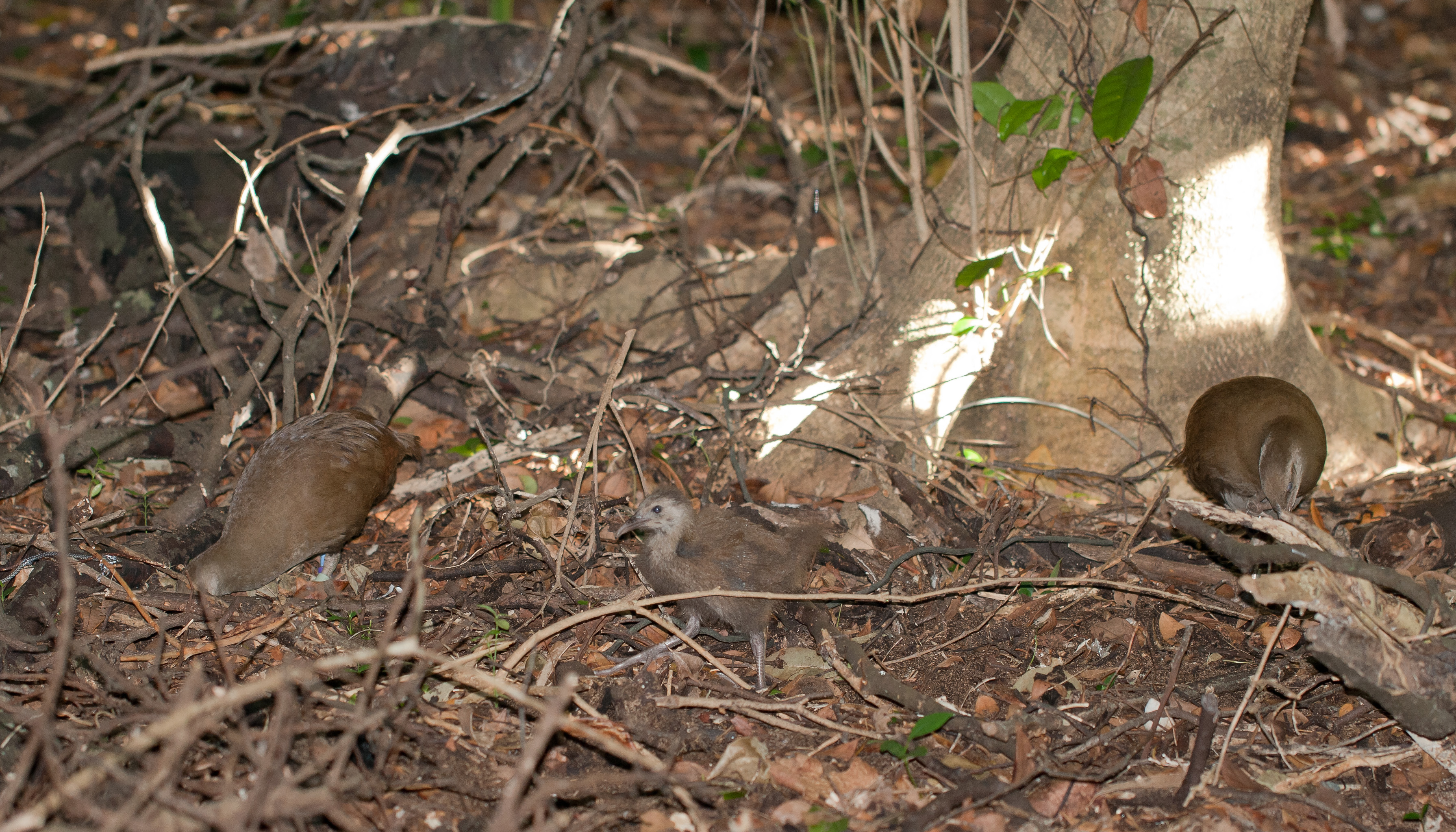
Zwei Lord-Howe-Rallen mit Jungvogel

Sie bewohnt verschiedene geschlossene Wälder der Lord-Howe-Insel. In den Höhenlagen lebt sie in den dortigen moosigen Feuchtwäldern. In den tieferen Lagen bewohnt sie Wälder aus Hartlaubvegetation, vor allem bestehend aus Wäldern aus Palmen der Art Howea forsteriana. In den Regenwäldern der Insel ist sie kaum zu finden.
Sie ernährt sich von Weichtieren, Insektenlarven, Regenwürmern, Krebstieren, Früchten sowie von Eiern und Jungvögeln der Sturmtaucher und Sturmvögel.

## Niedergang und Rettung
Als die Lord-Howe-Insel im Jahre 1788 entdeckt wurde, war die Lord-Howe-Ralle dort ein häufiger Vogel. Auch um 1800 war sie noch von Meereshöhe bis zu den Berggipfeln verbreitet, doch seit der Mitte des 19. Jahrhunderts ist sie auf die Hochlagen beschränkt. 1969 zeigten Untersuchungen, dass nur noch 20 bis 25 Exemplare überlebten, ausschließlich am Hang des Mount Gower. 1978 existierte noch eine Population, die nur 10–13 Brutpaare umfasste, die auf dem höchsten Berg der Inseln in einer abgelegenen Gegend ihre Reviere hatten. In größeren Höhen war die Sterblichkeit der erwachsenen Tiere und Küken am höchsten, während verwilderte Schweine verhinderten, dass die Tiere umliegende Gebiete besiedeln. 1978 bis 1980 wurde festgestellt, dass eine hohe Sterblichkeit der erwachsenen Lord-Howe-Rallen die Zahl der weiblichen Tiere so weit drückte, dass nicht alle Reviere besetzt werden konnten, obwohl halbwüchsige Tiere am Brutgeschäft teilnahmen. 1980 gab es nur noch 3 gesunde erwachsene Tiere, die eingefangen und in eine Zuchtanstalt gebracht wurden. 1981 bis 1985 wurden 85 der Nachkommen wieder in Freiheit entlassen. Auch verwilderte Schweine und Hauskatzen wurden ausgerottet. 2002 lag die Population zwischen 250 und 300 Stück.
Die Analyse der Bedrohungen der Lord-Howe-Ralle und die gefundene Lösung gelten als Musterbeispiel für den Artenschutz. Auf der Insel gab es eine Reihe möglicher Gründe für den Rückgang, von eingeführten Ratten bis hin zur Tasmanien-Schleiereule. Dabei konnte nur die Eliminierung der Schweine die Ralle vor dem Aussterben bewahren, und das rechtzeitige Erkennen des Grundes und Finden einer Lösung war entscheidend für den Erfolg des Programms.
Heute können Hunde, die von ihren Besitzern nicht ausreichend überwacht werden, zum Problem werden. Die eingeführte Tasmanien-Schleiereule (Tyto castanops) ist die größte Gefahr, die es für diese Art noch auf der Insel gibt. Es wird angenommen, dass sie dafür verantwortlich ist, dass die Population in Little Slope deutlich zurückging.